# Klaus-Christoph Clavée
Klaus-Christoph Clavée (* 7. Dezember 1958 in Wuppertal) ist ein deutscher Jurist. Er war von 2015 bis 2024 Präsident des Brandenburgischen Oberlandesgerichtes.

## Leben
Clavée studierte nach dem Abitur Rechtswissenschaften an den Universitäten in Saarbrücken und Bonn. Er absolvierte den juristischen Vorbereitungsdienst im Bezirk des Oberlandesgerichtes Köln und legte das zweite Staatsexamen ab.
Er arbeitete zunächst als Rechtsanwalt in Düsseldorf und trat im Januar 1990 in den richterlichen Dienst des Landes Nordrhein-Westfalen ein und wurde dort unter anderem Richter am Landgericht Düsseldorf. 
Im Jahr 1995 wechselte Clavée zum Brandenburgischen Oberlandesgericht. Hier nahm er neben der Rechtsprechungstätigkeit auch verschiedene Aufgaben in der Leitung und Organisation des Oberlandesgerichtes wahr. Von 2002 bis 2005 war er als Leiter des Personalreferates im Ministerium der Justiz und für Europaangelegenheiten des Landes Brandenburg tätig. Am 1. April 2006 wurde Clavée zunächst zum Vizepräsidenten des Landgerichtes Potsdam und im Februar 2010 zum Präsidenten des Landgerichtes Cottbus ernannt.
Im Juli 2015 wurde er der Präsident des Brandenburgischen Oberlandesgerichtes. Er trat damit die Nachfolge von Wolf Kahl, welcher am 30. Juni 2015 in den Ruhestand eingetragen war, an. Er trat am 31. Dezember 2024 in den Ruhestand ein und Matthias Deller folgte auf ihn.
Clavée ist verheiratet und hat drei erwachsene Kinder. Er ist außerdem Vorsitzender des Beirates der Begegnungsstätte Schloss Gollwitz. Am 8. Mai 2019 wurde er zudem Vorsitzender der Brandenburger Juristischen Gesellschaft e. V.

## Veröffentlichungen (Auswahl)
- 10 Jahre Brandenburgisches Oberlandesgericht: Festschrift zum 10jährigen Bestehen. Nomos Verlag. Baden-Baden 2003. ISBN 978-3-8329-0412-8.